# Edifici al raval d'en Coma, 8 (Guissona)
L'Edifici al raval d'en Coma, 8 és una obra de Guissona (Segarra) protegida com a Bé Cultural d'Interès Local.

## Descripció
Edifici de pedra de tres plantes i golfes. La planta baixa amb tres obertures de proporcions rectangulars donen accés als diferents locals comercials i a l'habitatge superior. A la primera planta, tres portes balconeres fins al sostre amb seus respectius balcons de forja, estan coronades per una motllura i pintures de motius geomètrics. La segona planta repeteix l'esquema de la primera. Les golfes tenen tres petites obertures circulars disposades damunt les obertures interiors. Diferents línies d'impostes separen les diverses plantes. Sòcol de pedra i una petita cornisa que corona l'edifici.